# Végétation spontanée

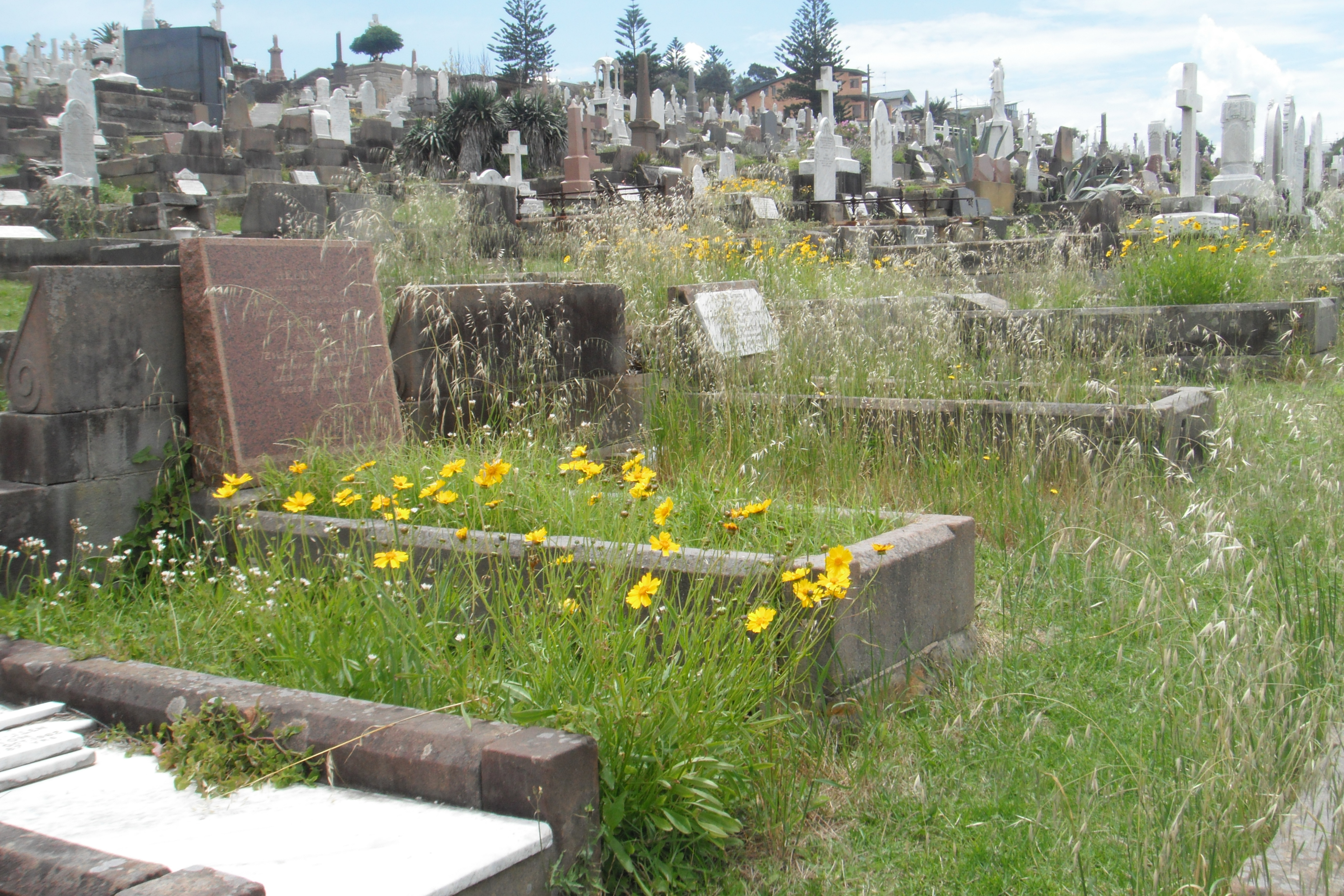
Végétation spontanée dans le cimetière de Waverley en Australie.

La végétation spontanée, aussi désignée comme herbes folles ou végétation sauvage est la végétation qui s'implante et croît sans intervention humaine sur un site. La végétation spontanée concerne les bords des routes, les friches et tous les espaces délaissés.

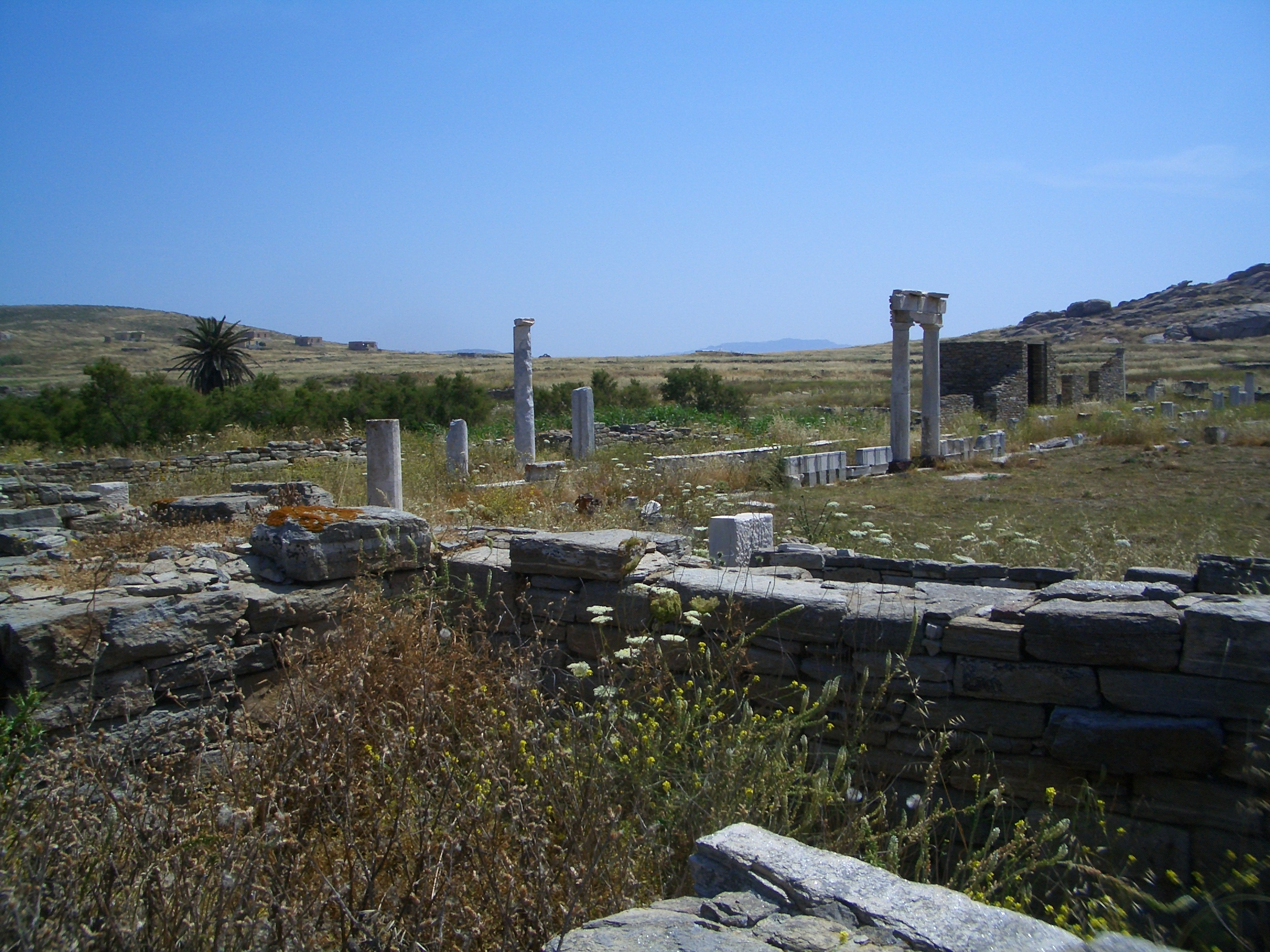
Végétation spontanée sur l'île grecque de Délos, dans l'archipel des Cyclades.

On parle aussi de la végétation de zones à peine explorées (il y en a de moins en moins) et de flore spontanée pour désigner des espèces endémiques ou indigènes. 

Lorsque cette végétation spontanée n'est pas désirée (par l'Homme) à l'endroit où elle s'exprime, on lui attibie parfois les qualificatifs de "adventice", ou "mauvaise herbe". 

Voir aussi : plantes rudérales, espèce pionnière